# Tokyo Electric Power Company
Tokyo Electric Power Company (TEPCO, japonsky 東京電力株式会社, Tókjó denrjoku kabušiki gaiša, zkracováno Tóden; také překládáno jako Tokijská elektrárenská společnost) je největší japonská elektrárenská společnost. V Japonsku ovládá asi třetinu trhu, celosvětově patří mezi pět největších elektrárenských společností. Společnost vlastní a provozuje 190 elektráren o celkovém instalovaném výkonu 64 487 MWe, mezi tyto elektrárny patří i největší jaderná elektrárna na světě Kašiwazaki-Kariwa (8 212 MWe). Společnost také vlastní a provozuje přenosovou a distribuční soustavu. Akcie společnosti jsou obchodovány na Tokijské burze.
Zemětřesení v roce 2007 mírně poškodilo Jadernou elektrárnu Kašiwazaki, zemětřesení a tsunami v roce 2011 pak vážně poškodilo jaderné elektrárny Fukušima I a Fukušima II. Následkem této situace akcie společnosti zatím ztratily více než 60 % hodnoty.

## Historie
Společnost byla založena v roce 1951. O dva roky později zprovoznila první tepelnou elektrárnu, v roce 1965 první přečerpávací elektrárnu a v roce 1971 první jadernou elektrárnu (Fukušima I). V letech 2002 a 2003 byli kvůli bezpečnostním prohlídkám krátkodobě odstaveny reaktory elektrárny společnosti, poté co bylo zjištěno falšování bezpečnostních dat ze strany společnosti. Po zemětřesení v roce 2007 byly odstaveny všechny reaktory elektrárny Kašiwazaki, v jednom z reaktorů vypukl malý požár a došlo i malým únikům nízkoradioaktivních materiálů. Bloky elektrárny jsou uváděny do provozu postupně, první byl uveden do provozu v roce 2009, do začátku roku 2011 byly znovuuvedeny do provozu čtyři bloky ze sedmi. Následkem těchto problémů byla společnost v letech 2008 a 2009 po 28 letech ve ztrátě, v roce 2010 se opět dostala do zisku.

## Elektrárny
Společnost vlastní a provozuje 160 vodních (mnoho z nich je přečerpávacích), 25 tepelných, tři jaderné, jednu geotermální a jedno větrnou elektrárnu. Následující seznam obsahuje všechny elektrárny s instalovaným výkonem nejméně 2 000 MWe:
| Elektrárna     | Instalovaný výkon (MW) | Typ                              | Poloha                            |
| -------------- | ---------------------- | -------------------------------- | --------------------------------- |
| Kašiwazaki     | 8 212                  | jaderná                          | 37°25′45″ s. š., 138°35′43″ v. d. |
| Fukušima I     | 4 696                  | jaderná                          | 37°25′17″ s. š., 2°21′1″ v. d.    |
| Fuccu          | 4 534                  | tepelná – zemní plyn             | 35°20′35″ s. š., 139°50′2″ v. d.  |
| Fukušima II    | 4 400                  | jaderná                          | 37°18′59″ s. š., 2°21′1″ v. d.    |
| Kašima         | 4 400                  | tepelná – topný olej             | 35°52′47″ s. š., 2°20′41″ v. d.   |
| Hirono         | 3 800                  | tepelná – topný olej, uhlí       |                                   |
| Angesaki       | 3 600                  | tepelná – zemní plyn, topný olej | 35°29′6″ s. š., 140°1′ v. d.      |
| Sodegaura      | 3 600                  | tepelná – zemní plyn             | 35°27′45″ s. š., 139°58′37″ v. d. |
| Jokohama       | 3 325                  | tepelná – zemní plyn, topný olej |                                   |
| Čiba           | 2 880                  | tepelná – zemní plyn             | 35°33′57″ s. š., 140°6′20″ v. d.  |
| Jokosuka       | 2 274                  | tepelná – topný olej             |                                   |
| Higaši Ógišima | 2 000                  | tepelná – zemní plyn             |                                   |